# Pohlia obtusifolia
Pohlia obtusifolia là một loài Rêu trong họ Bryaceae. Loài này được (Vill. ex Brid.) L.F. Koch miêu tả khoa học đầu tiên năm 1950.